# Accor
Accor S.A. — французька багатонаціональна компанія у сфері гостинності, яка володіє, управляє та надає франшизи готелям, курортам та закладам для відпочинку.
Штаб-квартира компанії знаходиться в Іссі-ле-Муліно, Франція, і вона входить до індексу CAC Next 20 на Паризькій фондовій біржі.

## Історія
Компанія Accor була заснована в 1963 році Полем Дубрулем та Жераром Пеліссоном у Парижі, Франція. У 1967 році вони заснували готельну групу Société d'investissement et d'exploitation hôteliers (SIEH) та відкрили перший готель Novotel за межами Лілля на півночі Франції. Novotel, натхненний американськими мотелями, був новою концепцією у Франції, середнім між висококласними палацами та незалежними готелями, пропонуючи комфортабельні номери, ресторани та автостоянку.
У 1974 році у місті Бордо, Франція, був відкритий перший готель Ibis. У 1975 році Novotel-SIEH придбав ресторанний бренд Courtepaille та готелі Mercure. У 1980 році компанія Accor придбала готелі Sofitel (43 готелі). У 1981 році Novotel-SIEH вийшов на ринок Азії, відкривши Novotel в Сінгапурі.
У 1983 році Novotel-SIEH придбав і об'єднався з групою Jacques Borel International для створення групи Accor, яка була представлена на Паризькій фондовій біржі того ж року. "Accord" означає "угода" французькою мовою.
У 1984 році Accor купила центр таласотерапії Quiberon, який став першим з брендів Thalasso Sea & Spa, а в наступному році придбала компанію по кейтерингу Lenôtre.
В середині 90-х років Accor змістила свій інтерес до управління великою кількістю люксових і преміальних брендів і перейшла до моделі управління активами, щоб більше зосередитися на управлінні брендами і продуктами, а не на управлінні нерухомістю.
У 2000 році компанія Accor взяла під повний контроль Century International Hotels та Zenith Hotels International в Азії, довівши кількість готелів в Азіатсько-Тихоокеанському поясі до 200.
У 2005 році Жиль Пеліссон, племінник співзасновника Accor Жерара Пеліссона, став головою та генеральним директором.
У серпні 2013 року Себастьян Базін став головою та генеральним директором Accor.
У 2014 році Accor придбав 35% акцій Mama Shelter (5 готелів), головним дизайнером яких є Філіпп Старк, та підписав стратегічний союз із China Lodging Group (Huazhu Hotels Group — 1900 готелів) для розвитку своїх готельних брендів у Китаї.
У червні 2015 року Accor змінив свою назву на AccorHotels та оголосив про випуск нової цифрової стратегії своїх брендів.
У 2018 році AccorHotels продала 55% HotelInvest за 4,4 мільярда євро та перейменувала його в AccorInvest та розпочала тендерну пропозицію для повного контролю над Orbis.
У 2019 році AccorHotels змінив свою назву на Accor.
У 2020 році, незважаючи на пандемію COVID-19, Accor відкрив 10 нових готелів, включаючи свій флагманський Raffles Bali. 22 жовтня 2020 року компанія Accor оголосила про партнерство з BNP Paribas щодо запуску спільної платіжної картки виключно в Європі. 24 листопада 2020 року компанія Accor оголосила, що бере на себе повне володіння активами готелю SBE (крім готелів Hudson у Нью-Йорку та Delano у Маямі).
У 2022 році Accor придбала готель Cunard's Queen Elizabeth 2 у PCFC Hotels та запустила свою колекцію «Все включено». У 2023 році Accor реструктуризувала свою діяльність, утворивши два окремі бізнес-підрозділи: підрозділ «Економ, середній клас та преміум» (Ibis, Novotel, Mercure, Swissôtel, Mövenpick, Pullman, TRIBE з жовтня 2023 року) та підрозділ «Розкіш та спосіб життя», організований у чотири колекції брендів (Raffles & Orient Express, Fairmont, Sofitel & MGallery, Ennismore).

## Компанія

### Бренди
| Сегмент | Від року | Назва                          | Партнер                 |
| ------- | -------- | ------------------------------ | ----------------------- |
| Розкіш  | 2017     | Banyan Tree Hôtels and Resorts | Banyan Tree Holdings    |
| Розкіш  | 2018     | Delano                         | SBE Entertainment Group |
| Розкіш  | 2021     | Emblems Collection             |                         |
| Розкіш  | 2021     | Faena                          |                         |
| Розкіш  | 2023     | Savoy                          |                         |
| Розкіш  | 2015     | Fairmont Hotels and Resorts    | FRHI Hotels & Resorts   |
| Розкіш  | 2019     | Morgans Originals              | SBE Entertainment Group |
| Розкіш  | 2019     | Orient Express                 |                         |
| Розкіш  | 2015     | Raffles Hotels and Resorts     | FRHI Hotels & Resorts   |
| Розкіш  | 2017     | Rixos                          | Rixos Hotels            |
| Розкіш  | 2018     | SLS                            | SBE Entertainment Group |
| Розкіш  | 2007     | SO/                            |                         |
| Розкіш  | 1980     | Sofitel                        |                         |
| Розкіш  | 2007     | Sofitel Legend                 |                         |
| Premium | 2018     | 21c Museum Hotels              |                         |
| Premium | 2017     | 25 Hours                       | 25hours Hotels          |
| Premium | 2017     | Angsana                        | Banyan Tree Holdings    |
| Premium | 2018     | Art Series                     | Mantra Group            |
| Premium | 2012     | Grand Mercure                  |                         |
| Premium | 2019     | Hyde                           | SBE Entertainment Group |
| Premium | 2018     | Mantis                         | Mantis Group            |
| Premium | 2008     | MGallery                       |                         |
| Premium | 2018     | Mondrian                       | SBE Entertainment Group |
| Premium | 2018     | Mövenpick                      |                         |
| Premium | 2018     | Peppers                        | Mantra Group            |
| Premium | 2007     | Pullman                        |                         |
| Premium | 2015     | Swissôtel                      | FRHI Hotels & Resorts   |
| Premium | 2013     | The Sebel                      |                         |
| Середні | 2007     | Aparthotel Adagio              |                         |
| Середні | 2014     | Mama Shelter                   |                         |
| Середні | 2018     | Mantra                         | Mantra Group            |
| Середні | 1973     | Mercure                        |                         |
| Середні | 1967     | Novotel                        |                         |
| Середні | 2019     | Tribe                          |                         |
| Економ  | 2011     | Adagio access                  |                         |
| Економ  | 2018     | BreakFree                      | Mantra Group            |
| Економ  | 2019     | greet                          |                         |
| Економ  | 1984     | hotelF1                        |                         |
| Економ  | 1974     | ibis                           |                         |
| Економ  | 2011     | ibis budget                    |                         |
| Економ  | 2011     | ibis Styles                    |                         |
| Економ  | 2017     | Jo&Joe                         |                         |

| Brand                        | Description                                                                | Since |
| ---------------------------- | -------------------------------------------------------------------------- | ----- |
| D-Edge Hospitality Solutions | SaaS компанія для готелів                                                  | 2015  |
| John Paul                    | Сервіси консьєржа white label, affinity marketing та організація подій     | 2016  |
| onefinestay                  | Мобільний додаток короткотермінової оренди елітних помешкань               | 2016  |
| Gekko                        | B2B платформа готельної дистрибуції                                        | 2017  |
| Mamaworks                    | Коворкінги у Франції та Люксембурзі                                        | 2017  |
| Paris Society                | Організація подій та розваг                                                | 2017  |
| Potel & Chabot               | Елітний кейтерінг                                                          | 2017  |
| Verychic                     | Продажі готелів та розкішних помешкань                                     | 2017  |
| Adoria                       | Платформа для оптимізації управління постачанням в кейтерінговій індустрії | 2018  |
| Astore                       | Платформа покупки готелів/ресторанів                                       | 2018  |
| ResDiary                     | Резервування столиків у ресторанах                                         | 2018  |
| Wojo                         | Коворкінги (у готелях групи)                                               | 2018  |
| Thalassa                     | Спа                                                                        | 1984  |